# Bergweiler (Saarland)
Bergweiler ist ein Ortsteil der Gemeinde Tholey im Landkreis St. Wendel im Saarland. Der Ort hatte Ende des Jahres 2007 734 Einwohner. Bis Ende 1973 war Bergweiler eine eigenständige Gemeinde.

## Geographie
Der Ort liegt etwa 3,5 Kilometer südwestlich der Hauptgemeinde Tholey auf 275 bis 290 Meter über Normalnull. Er liegt am Fuß des etwa 340 Meter hohen und bewaldeten Blasiusbergs. Nächstgelegene Orte sind Sotzweiler im Süden und Dörsdorf im Westen.
Durch den Ort fließt der Bach Theel, an dem der Ort ein Wasserkraftwerk, die Mühle Eckert, betreibt. Es hat eine Leistung von etwa 27 kW.

## Geschichte
Im Jahr 1927 fand man im Ort bei Erdarbeiten Gegenstände aus der Spätlatènezeit sowie Reste einer römischen Siedlung.
Bergweiler ist ein mittelalterlicher Ort und lag zunächst auf dem Gebiet der Abtei Tholey. Nach dem Dreißigjährigen Krieg war das Dorf bis auf einen Einwohner, der nur kurze Zeit später ebenfalls umsiedelte, komplett verlassen. In einem Bericht aus dem Jahr 1791 wurde der Ort als Villers im Loch erwähnt.
Die heutige Blasiuskapelle wurde 1716 errichtet, war zuvor aber niedergebrannt. Während der französischen Revolution flüchtete dorthin der Benediktinerbruder Wilhelm Frank, der im Ort heute noch als „Bruder Lappes“ bekannt ist. 1909 ging die Kapelle in den Besitz der Pfarrgemeinde Tholey über.
War bis 1814 dem Kanton Tholey zugeordnet, im Département Moselle.
Im Rahmen der saarländischen Gebiets- und Verwaltungsreform wurde die bis dahin eigenständige Gemeinde Bergweiler am 1. Januar 1974 der Gemeinde Tholey zugeordnet.
Der Ort nahm bereits am Wettbewerb Unser Dorf soll schöner werden teil. In den letzten Jahren wurde der Ortskern neu gestaltet und alte Bauernhäuser saniert.

### Namensherkunft
Der Name des Ortes setzt sich aus den Bestandteilen „Berg“ und „Weiler“ zusammen. Der Blasiusberg wurde von der Dorfbewohnern häufig nur „Berg“ genannt, der Ort selbst nur „Weiler“.

## Verkehr
Die Hauptstraße von Bergweiler ist die Landesstraße 324, die von Sotzweiler aus in Nord-Süd-Richtung verläuft. In der Nähe des Ortes befindet sich die Bundesautobahn 1 mit den Anschlussstellen Tholey und Tholey-Hasborn, die vom Ort aus schnell zu erreichen sind. In Sotzweiler besteht Anschluss an die Bundesstraße 269 nach Tholey und Lebach.

## Sehenswertes
Die Blasiuskapelle befindet sich in einem abseits gelegenen Ortsteil von Bergweiler auf dem Blasiusberg. Darüber hinaus existiert im Dorfzentrum die Erasmuskapelle. Eine eigene Kirche gibt es in Bergweiler nicht. Als Pfarrkirche dient seit jeher St. Mauritius im nahegelegenen Sotzweiler.